# La Ginebrosa
La Ginebrosa  ist eine spanische Gemeinde in der Provinz Teruel der Autonomen Region Aragón. Sie liegt in der Sierra de la Ginebrosa rund 31 Kilometer südlich von Alcañiz im Süden der Comarca Bajo Aragón (Baix Aragó) im überwiegend katalanischsprachigen Gebiet der Franja de Aragón. 2024 hatte die Gemeinde 196 Einwohner. 

## Geografie
Zu der Gemeinde, die ihren Namen vom Wacholder ableitet, gehören die verlassene Ortschaft und die Burg Buñuel.

## Geschichte
Der im Jahr 1272 erstmals erwähnte Ort gehörte seit der Reconquista dem Orden von Calatrava. Im Jahr 1291 erhielt ihn Blasco d’Alagón als Unterlehen.

## Sprache
Die hier und in den Gemeinden Torrevelilla, Aguaviva und La Cañada de Verich gesprochene katalanische Mundart (Parlar d'Aiguaiva) weist einige Besonderheiten auf.

## Einwohner
| 2001 | 2006 | 2011 | 2013 |
| ---- | ---- | ---- | ---- |
| 249  | 239  | 230  | 216  |

## Sehenswürdigkeiten

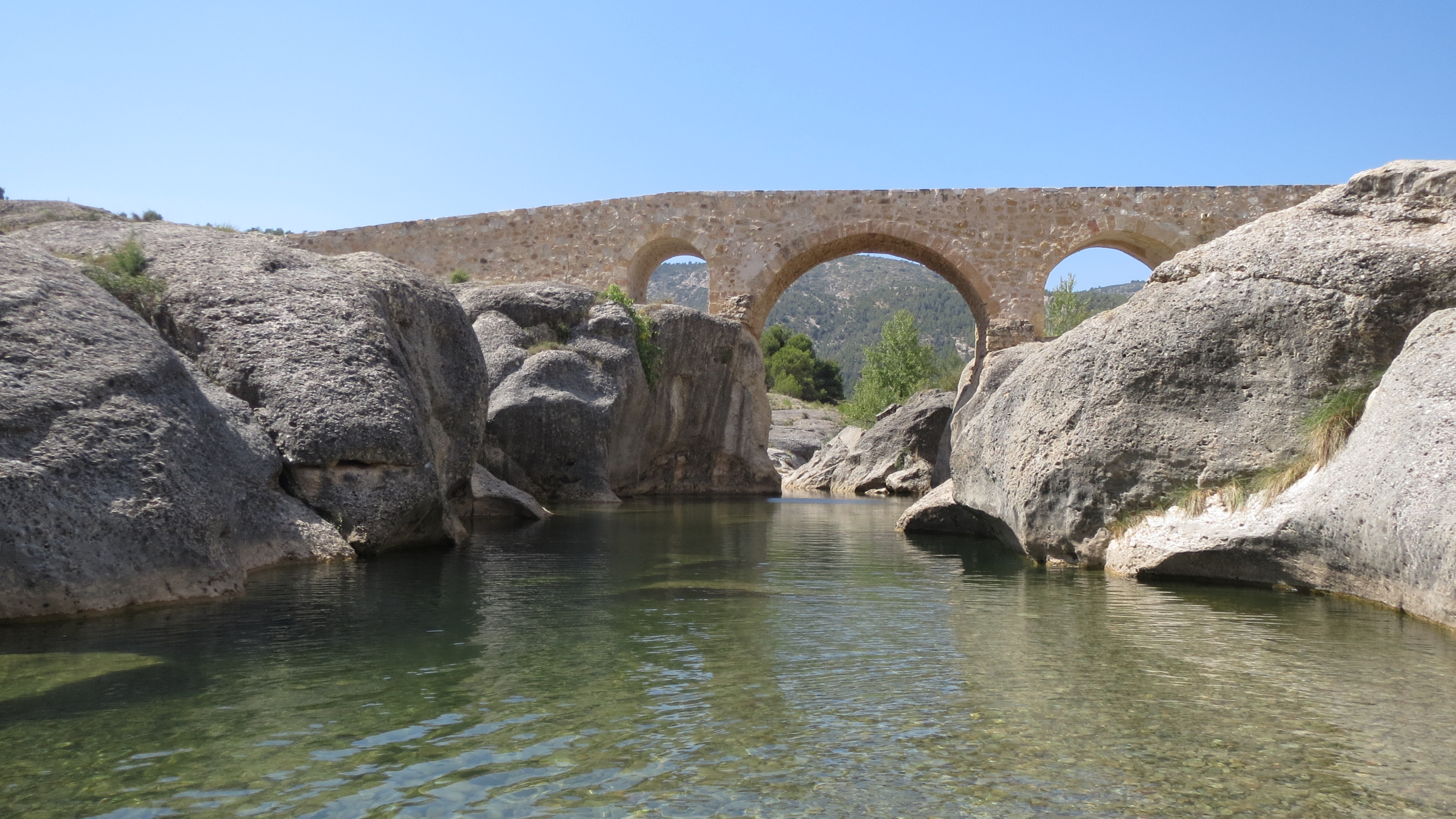
Die Brücke Puente de Cananillas über den Bergantes.

- Die Kirche San Bartolomé mit einer sechsblättrigen Fensterrose.
- Die Reste der Burg Buñuel (Buñol) aus der Zeit der islamischen Herrschaft.
- Das auf das 17. Jahrhundert zurückgehende Rathaus.
- Die Einsiedelei Santa María Magdalena.
- Die restaurierte Brücke Puente de Cananillas über den Bergantes.
- Mehrere Waschhäuser.